# دوري لاوس لكرة القدم
دوري لاوس لكرة القدم هي مسابقة كرة القدم بين أندية لاوس .
البطل الحالي هو نادي آرمي.